# دارك إنجن
دارك إنجن،  هو محرك ألعاب فيديو طور بواسطة شركة لوكنغ غلاس ستوديوز, أشهر الألعاب التي إستخدمته ، ثيف: ذا دارك بروجكت (1998)، ولعبة ثيف 2: ذا مثتل إيج (2000)، وسيستم شوك (1999).